# Gino Galeotti

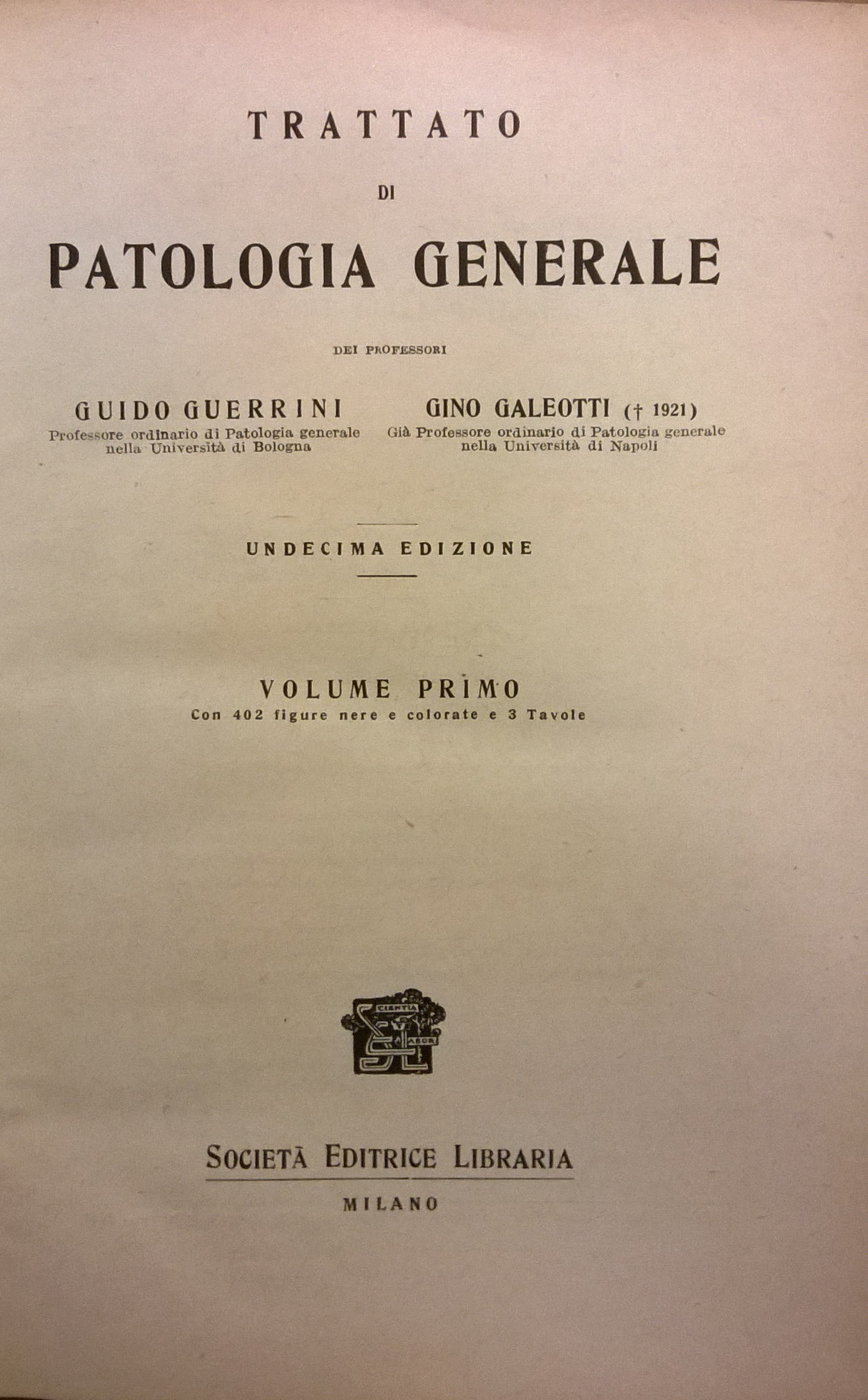
Frontespizio del Trattato di Patologia Generale dei professori Guido Guerrini e Gino Galeotti, Volume I, Undicesima Edizione, Società Editrice Libraia, Milano

Gino Galeotti (Gubbio, 10 agosto 1867 – Napoli, 5 aprile 1921) è stato un medico e patologo italiano, docente presso le Università degli Studi di Cagliari, Siena e Napoli, membro dell'Accademia Pontaniana e dell'Accademia Nazionale dei Lincei.

## Biografia
Nato a Gubbio da Melitone Galeotti e Annetta Cartoni e compiuti i suoi primi studi a Perugia e Siena, proseguì il corso di laurea in medicina e chirurgia presso l'Università degli Studi di Firenze, dove si laureò nel 1890 all'età di 23 anni. Fu qui che conobbe il suo maestro e professore di Patologia Generale Alessandro Lustig Piacezzi. Iniziata subito la sua carriera universitaria presso lo stesso istituto come assistente, fu invitato nel 1897 da Lustig ad accompagnarlo in India, dove durante l'epidemia di peste sperimentarono sui malati nuovi sieri e vaccini specifici per la cura e la profilassi della malattia, già sperimentati su cavie presso l'Università di Firenze.
Al ritorno dal viaggio in India, Galeotti fu convocato dall'Università di Cagliari, dove ottenne la cattedra di patologia generale dal 1901 al 1903. Dopo un anno a Siena, divenne docente presso l'Università degli Studi di Napoli, dal 1905 fino alla sua morte.
Grazie all'esperienza acquisita in India, egli fu chiamato dal governo cinese a partecipare nel 1911 al Convegno Internazionale a Mukden (odierna Shenyang), in Manciuria, insieme ai più autorevoli batteriologi ed epidemiologi del mondo, per conferire sulla peste polmonare che aveva colpito la regione cinese.
Allo scoppio del primo conflitto mondiale, si arruolò come volontario. Lavorando in trincea, si impegnò a lottare e prevenire malattie epidemiche, in particolare la febbre tifoidea, esaminandone ben 1007 casi. Promosse la creazione sul territorio di diversi laboratori batteriologici per l'accertamento e la profilassi delle malattie infettive, impegnandosi a regolarne il funzionamento. A causa del suo impegno, senza curare pericoli e disagi, si ammalò di febbre tifoidea, rischiando di morire egli stesso.
Il 26 giugno 1915 viene pubblicato un fascicolo sulle bevande eccitanti, "Le bevande eccitanti e la fatica", ventiduesimo di una serie di 24 fascicoli intitolata Problemi sanitari di Guerra. Nel dicembre dello stesso anno egli pubblicò a Padova un libro dal titolo "Ricerche di Biologia", in cui riassume e riorganizza 204 lavori, raggruppati in 9 grandi capitoli:
- Ricerche di citologia e d'istologia normale e patologica;
- Fisiologia e Patologia del ricambio;
- Fisiologia e Fisiopatologia delle funzioni respiratorie;
- Fisiologia e Fisiopatologia del cuore;
- Fisiologia e Patologia dei muscoli;
- Fisiologia e Fisiopatologia dei reni e della vescica;
- Applicazioni della Fisico-Chimica alla Biologia;
- Batteriologia e Patologia delle malattie infettive;
- Ricerche sui composti degli aminoacidi con le aldeidi.[5]

Nel 1918, Giuseppe Gradenigo, incaricato dalle Autorità Militari di istituire in Italia degli uffici per l'accertamento delle condizioni psicofisiche per l'idoneità dei piloti aviatori, si rivolse a Gino Galeotti per organizzare l'Ufficio Psicofisiologico di Napoli, al servizio dell'Esercito e poi della Marina, ospitato nel suo istituto universitario. I casi che Galeotti passò al vaglio furono circa 3500 e durante questo periodo egli svolse delle ricerche sulla pressione sanguigna in volo, sull'influenza dello stesso sulle funzioni respiratorie e sulle pulsazioni. Insieme al Prof. Alberto Aggazzotti, ideò l'ergoestesiografo, apparecchio che permette di studiare la sensibilità del senso muscolare.
Grande appassionato di montagna, Gino Galeotti continuò a studiare la fisiologia umana ad alte quote, nei laboratori del Monte Rosa del fisiologo Angelo Mosso, nella Capanna Regina Margherita (4560 m) e del Col d'Olen (2950 m). Nel particolare, studiò il comportamento del corpo umano trasportato rapidamente o meno a certe altitudini.
Gino Galeotti morì il 5 aprile 1921 a Napoli, per complicazioni a seguito di un'influenza.

## Le bevande eccitanti e la fatica

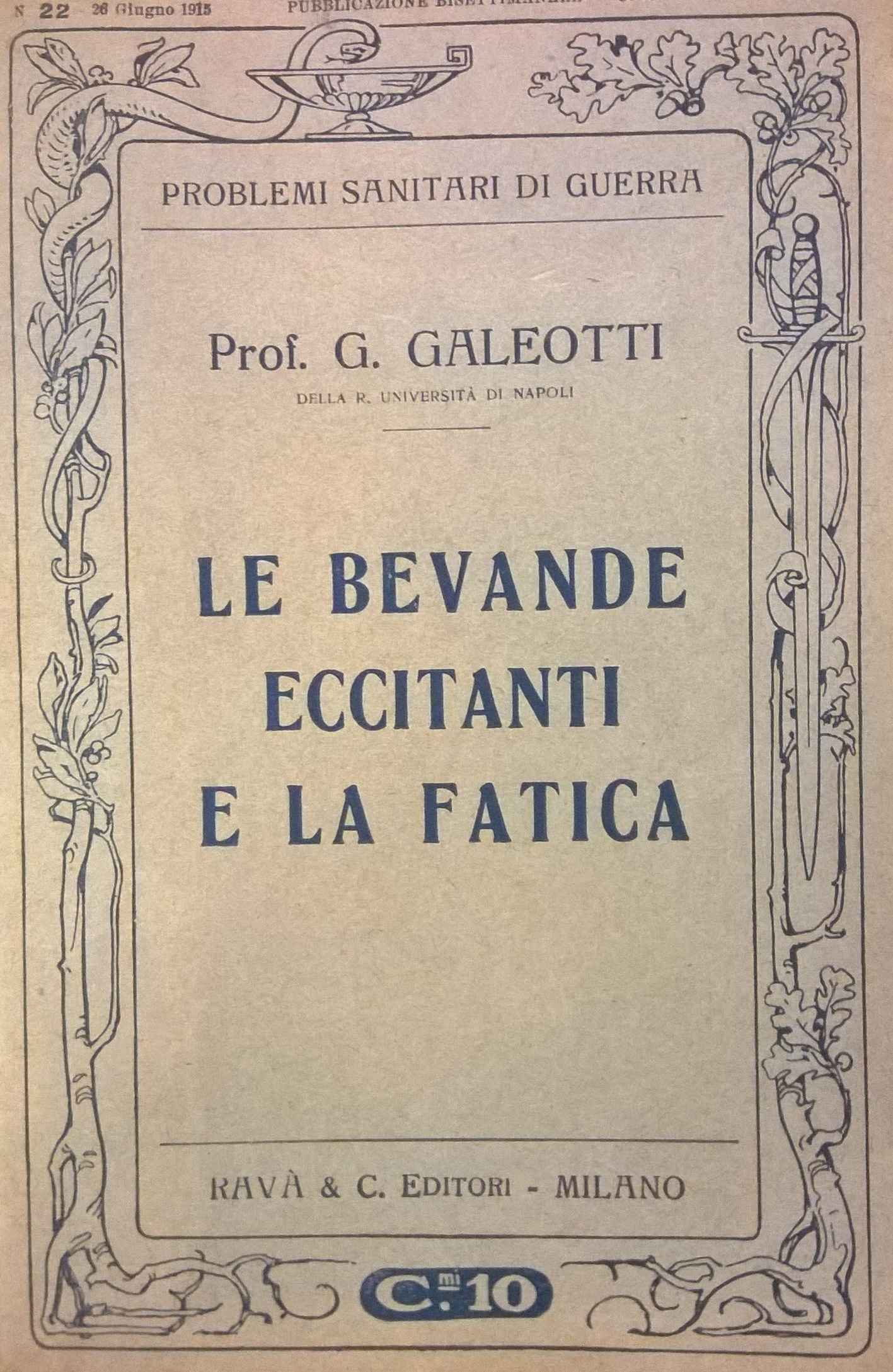
Le bevande eccitanti e la fatica, di Gino Galeotti, 1915

Gino Galeotti il 26 giugno 1915 pubblicò nella collezione Problemi sanitari di Guerra, diretta dal senatore e professore Alessandro Lustig insieme a un comitato di professori tra cui lo stesso Galeotti, il volume intitolato Le bevande eccitanti e la fatica.
Il fascicolo affrontava a scopo divulgativo l'utilizzo delle bevande eccitanti durante periodi di estremo sforzo fisico, analizzando gli effetti benefici o meno di tre gruppi principali di bevande: l'alcol, il the e il caffè.

### L'alcol
Nella parte dedicata a questa bevanda, l'autore analizza tre diversi tipi di alcol:
I liquori
I liquori sono considerati dall'autore la bevanda alcolica potenzialmente più tossica e dannosa, tuttavia non esclude che «un sorso di cognac vale talvolta a rialzare le forze del cuore e del sistema nervoso depresso e a ridare un senso di energia e di freschezza», ma sconsiglia in ogni caso l'assunzione di liquori nei giorni che precedono eccessivi sforzi fisici.
Il vino
Secondo Galeotti «il vino è un alimento riparatore, una bevanda igienica e tonica, un eccitante del sistema nervoso», attribuendogli anche proprietà dissetanti. Egli prescrive di assumerlo in piccole dosi, per evitareche diventi poco meno dannoso dei liquori.
La birra
La birra è considerata come la bevanda alcolica meno tossica, ma priva anche di proprietà eccitanti e toniche. Per tali motivi, l'autore sconsiglia l'assunzione a coloro che devono compiere grandi fatiche.

### Il the
Il the, dalla qualità verde a quella nera, viene considerata la bevanda eccitante per eccellenza. Galeotti consiglia di assumerlo bollente o tiepido e zuccherato, per potenziarne le proprietà benefiche. Vengono specificati anche gli effetti collaterali dell'uso eccessivo di tale sostanza, come la continua e forte stimolazione nervosa.

### Il caffè
Simile al the, il caffè conferisce un senso di energia e vigore a seguito dell'assunzione di pochi centilitri. Tuttavia, gli effetti collaterali del caffè, se se ne abusa, sono gravemente dannosi per il sistema circolatorio e per i reni, manifestandosi anche in una certa irritabilità di carattere e nei casi più gravi allucinazioni e delirio.

## Ricerche sulla peste in India
Nel trattato "Malattie Infettive dell'Uomo e degli Animali", a cura di Lustig, viene riservato un capitolo dettagliato sulla ricerca dello stesso Lustig e di Galeotti in India. Tra le prime osservazioni vengono riportate le caratteristiche del bacillo della peste. In particolare viene detto che il bacillo presenta una virulenza variabile a seconda delle condizioni in cui si sviluppa e che questa virulenza diminuisce in presenza di altri batteri. I costituenti proteici del bacillo, che sono in gran parte tossici, vengono chiamati da Galeotti e Lustig nucleoproteidi al posto di endotossine. Inoltre, secondo Galeotti «I raggi ultravioletti, sviluppati da una lampada a vapori di mercurio, uccidono i bacilli in meno d'un minuto, se sospesi in acqua».

### La peste nell'uomo e negli animali
Riguardo alla peste negli animali viene riportato, secondo le ricerche sperimentali, che nei ratti ciò che provoca la peste ab ingestis (da ingestione) è l'infezione per os (per via orale). Per l'uomo esistono più modi di contrarre l'infezione pestosa. Le tre forme sono la peste bubbonica, setticemica e polmonare. Lustig e Galeotti, riferendosi alla bubbonica, riportano che, sia nel caso in cui il punto di localizzazione sia sulla pelle sia che questo risieda nel tratto respiratorio, le alterazioni cardio-vascolari sono in entrambi i casi imponenti perché le endotossine hanno un'azione specifica sul cuore. Infatti un effetto molto frequente sia negli uomini che negli animali inoculati con nucleoproteidi è che i due battiti che si misurano dal polso sono uno più forte dell'altro (dicrotismo).

### Sierodiagnosi
Per poter distinguere la peste dalla tubercolosi e dalle setticemie emorragiche degli animali occorre analizzare il siero del sangue. Secondo Lustig e Galeotti, il siero di animali trattati con colture integrali di peste o con solo corpi batterici o con nucleoproteidi possiede forti proprietà agglutinanti. Si può, quindi, con vantaggio usare il siero secco per vedere se si manifesta agglutinazione e così individuare l'eventuale presenza del bacillo della peste.

### Metodo Lustig-Galeotti
Nel trattato viene anche riportato che, grazie alla loro ricerca sperimentale, Lustig e Galeotti avevano individuato un metodo di vaccinazione:
«Lustig e Galeotti hanno dimostrato sperimentalmente sugli animali e sull'uomo, che il nucleoproteide del bacillo della peste che si conserva per degli anni attivo allo stato secco, è un eccellente mezzo di vaccinazione e che la immunità attiva, che per esso si raggiunge, è validissima e di lunga durata»
Questo metodo, una volta comparato ad altri due, veniva preferito da un punto di vista degli effetti:
«[...]Inoltre Tavel, Krumbein e Gluksmann hanno eseguito una numerosa serie di esperimenti col vaccino antipestoso di Haffkine, con quello della Commissione tedesca, e con quello preparato secondo il metodo Lustig e Galeotti, e son venuti alla conclusione, che, dal punto di vista degli effetti immunizzanti, questi 3 vaccini sono da riguardarsi come dotati di eguale valore, ma, relativamente alle altre proprietà, gli autori dichiarano migliore di tutti il vaccino preparato col suddetto metodo, come quello che determina scarsi fenomeni di reazione, si conserva a lungo, ed è facilmente dosabile »
Nel trattato viene inoltre riportato che, avendo ricavato dai cavalli il siero secondo il loro metodo, Lustig e Galeotti, a partire dal 1897, applicarono il vaccino nelle epidemie di Bombay e in quelle dell'America meridionale. Resero noti i loro risultati riportando una riduzione della mortalità del 40%.
Inoltre le statistiche furono confermate dalla Commissione nominata dal governo inglese per lo studio della peste in India, la quale, controllando l'efficacia reale del siero Lustig-Galeotti, ottenne il 19,41% di guarigioni dovute esclusivamente al siero.
Verso la fine del trattato non solo viene descritta l'efficacia del vaccino, che deve però essere affiancato ad altre misure profilattiche, ma ne vengono anche elencati i vantaggi:
- la reazione al vaccino è lieve ed essendo pura tossina quella inoculata si scartano sostanze inutili a scopo immunizzante;
- il dosaggio della quantità di somministrazione è sicuro ed esatto;
- Essendo il vaccino allo stato secco, questo può essere conservato in grandi serbatoi per eventuali epidemie.[23]

### Problemi del metodo
Nel trattato viene descritto il problema del vaccino. L'immunità, infatti, durava poco e, se si considerava anche la difficoltà di produrre grandi quantità di siero e il costo dello stesso, si poteva affermare che le immunizzazioni passive non avrebbero mai avuto un valore pratico esteso per combattere le epidemie di peste. Inoltre, nonostante il successo per la prevenzione della peste bubbonica, il Convegno Internazionale di Mukden ritenne il vaccino inefficace per la peste polmonare.

## Curiosità
Durante la permanenza nel Maharatha Hospital nel 1898 a Bombay, Galeotti, insieme a Lustig e Polverini, svolse le sue ricerche accanto ai medici nativi. Mentre questi ultimi furono tutti contagiati dal bacillo, gli autori della ricerca rimasero i soli immuni: questo perché erano i soli vaccinati con il vaccino nucleoproteide Lustig-Galeotti.

## Scritti principali
- Ricerche sulla vaccinazione degli animali contro la peste bubbonica (1897)
- Ricerche sui fenomeni dell'immunità in alcuni vertebrati inferiori (1898)
- (con G. Polverini) Sui primi 175 casi di peste bubbonica trattati nel 1896 in Bombay col siero preparato nel laboratorio di Firenze (1898)
- Il laboratorio municipale per la preparazione del siero contro la peste bubbonica (1900)
- Azione dei nucleoproteidi sulle cellule e sui tessuti: Ricerche sperimentali (1900)
- Ricerche sulla conducibilità elettrica dei tessuti animali (1901)
- Ricerche fisico-chimiche sull'edema (1901)
- (con Alessandro Lustig Piacezzi) Trattato di patologia generale, terza edizione (1911)
- La eziologia della poliomielite acuta (1912)
- Sui rapporti tra differenziazione morfologica e funzionale dei muscoli delle larve di anfibi (1913)
- Sulla temperatura dell'aria espirata: Ricerche eseguite nell'istituto Angelo Mosso al Col d'Olen (1914)
- Gli effetti dell'alcol sulla fatica in montagna (1914)
- Le Bevande eccitanti e la fatica (1915)
- Ricerche di Biologia (1915)
- Relazione delle ricerche compiute sull'efficacia profilattica delle vaccinazioni antitifiche e sulle epidemie di tifo e paratifo tra le truppe combattenti (1916)
- Pressione sanguigna e aviazione (1918)
- Il male degli aviatori (1918)
- Sul ricambio dei muscoli nelle diverse condizioni meccaniche delle loro contrazioni (1918)